# Ducato di Cesarò
Il Ducato di Cesarò fu un feudo esistito in Sicilia tra la fine del XVII secolo e gli inizi del XIX secolo. Il suo territorio corrispondeva all'odierno comune di Cesarò, in provincia di Messina.

## Storia
Cesarò fu comune feudale, prima sotto il titolo di baronia e dopo sotto quello di ducato. Fu alle dipendenze dei Colonna Romano che ne tennero il possesso per circa cinque secoli.
Il Fazzello, che scrive ai tempi di Carlo V, parla di Cesarò e dice che era un piccolo castello. Giacopino de Puteolo fu Signore di Cesarò nei primi tempi dei Re Aragonesi; la famiglia de Puteolo fu normanna e discendeva da Arisgoto de Puteolis milite di Roberto il Guiscardo e da lui congiunto per sangue. Ma da quando i de Puteolo ebbero Cesarò non si precisa, né quando essa ebbe origine. Alla morte di Giacomo de Puteolo, il Casale di Cesarò fu avvocato alla corona, Federico III, lo concesse a Maestro Cristoforo, Medico di Messina (Muscia, Sic. Nob., f.19). Dal Barberi riveliamo che questi si chiamava Cristoforo Romano [….], li 9 gennaio 1334. […] nacque da Giovanni Romano e da Olivetta Saccano […]; questo Giovanni, a sua volta fu figlio di Federico Romano e di Lucrezia Aniva, […]. Esso Federico fu fratello di Giovanni, Arcivescovo di Messina nel 1255 […]; ambedue i fratelli, vennero da Roma: furono figli di Giordano Colonna di Pietro, M.se di Zagarolo e di Francesca Paola Conti […]. In Sicilia furono chiamati Romano dalla loro patria di origine […]”. ( Se interessa Cristoforo sposò Lucia Chiaramonte di Manfredi conte di Modica e morì a Messina nel 1347).
3. “Giovanni Antonio, suo figlio, successe alla morte del padre ne Casale di Cesarò […] non prese investitura”.
4. Tommaso Romano Colonna Signore del Castello e Terra di Cesarò.
5. Cristoforo Romano Colonna s’investi dello Stato e Terra di Cesarò il 14 maggio 1420.
6. Giovanni Antonio Romano Colonna s’investì della Terra e fortilizio di Cesarò il 20 luglio 1453, per la morte di Cristoforo suo padre.
7. Tommaso Romano Colonna s’investi il 10 ottobre 1455.
8. Giovanni Antonio Romano Colonna non prese investitura, ma era possessore di Cesarò nel 1512.
9. Paola Romano Colonna, “s’investì della terra di Cesarò a 11 aprile 1514, per la morte senza figli di Giovanni Antonio, suo fratello […] sposò GIOVANNI GIACOMO ROMANO COLONNA, Signore di Fiumedenisi”. (questi discendeva da Filippo ultragenito del primo Tommaso Romano Colonna signore di Cesarò, era figlio di Giovanni Francesco di Nicolò di Filippo).
10. Nicolò Romano Colonna e Romano Colonna s’investì il 29 marzo 1544 per la morte della madre. Sposò Agata Staiti.
11. Antonio Romano Colonna e Staiti, “s’investì a 1 aprile 1574 della BARONIA, Terra e Castello di Cesarò”.
12. Mario Romano Colonna, s’investi della Baronia e Terra di Cesarò il 19 aprile 1589.Francesco suo figlio ultragenito fu il 1º duca di Reitano.
13. Don Antonino Romano Colonna successe al padre Mario e s’investì il 4 maggio 1605; sposò Isabella Lanza e fu Capitano Giustiziere di Palermo.
14. Placido Antonio Romano Colonna e Lanza successe al padre ma non prese investitura.
15. Don Giuseppe figlio di Mario e zio del suddetto Placido Antonio prese investitura della baronia di Cesarò il 9 ottobre 1610 per la morte senza figli del nipote. Sposò D.na Maria Antichi La Lotta.
16. Donna Maria Antichi la Liotta in Romano Colonna, s’investì il 22 marzo 1622 “come aggiudicataria della B.nia E Terra di Cesarò e Fiumidinisi, espropriata in danno di D. Giuseppe suddetto, suo marito (R. Cancell., V Indiz., f. 197 retro). I beni tornarono al marito e si sconosce il titolo”.
17. Don Tommaso Romano Colonna s’investì il 2 aprile 1649 per rinuncia di Don Giuseppe suo padre. Sposò in prime nozze D.na Margherita la Restia e in Seconde D.na Eleonora Cirino.
18. Don Calogero Romano Colonna e Cirino s’investi il 7 agosto 1666 “Sposò Rosalia Joppolo, figlia di Giovanni Antonio Joppolo, Presidente del R. Patrimonio. Questo Presidente fu insignito del titolo di Duca di Cesarò nel 1673, titolo che cesse alla figlia ed al genero poco dopo; di guisa che tanto il titolo quanto lo stato di Cesarò si riunirono nella stessa persona. D iciò si tiene parola di sopra nel testo.
DUCA DI CESARO’
“Cesarò è oggi (1925) un Comune sito in Provincia di Messina, Circondario di Ristretta; comprende 4 622 abitanti ed un territorio di Ettari 20854 circa. Esporta principalmente frumento.
1. D. Giovanni Antonio Joppolo ebbe concesso questo titolo onorario di Duca di Cesarò dell’Isola da Carlo II con Diploma a Madrid li 10 agosto 1693, […]
2. D. Calogero Gabriele Colonna Romano s’investì del titolo di Duca di Cesarò dell’Isola a 1 ottobre 1694, come rinunciatario dell’Illustre D. Giovanni Antonio Joppolo suddetto suo suocero, agli atti di Not. Luigi Vasta di Palermo li 17 giugno 1694 […]”. Fu onorato anche del titolo di Marchese di Fiumedinisi. Morì a Palermo il 30 luglio 1740.
3. D. Gaetano Ragusa, Giudice del Tribunale della Gran Corte, s’investi il 23 settembre 1741 dei titoli di Duca di Cesarò, della Baronia e Terra di Cesarò ecc. in attesa della nomina del successore agli stati dei Romano Colonna. Era, infatti, scoppiata una lite tra il Reverendo Don Giovanni Antonio Colonna Romano e Joppolo (figlio del defunto Don Calogero Gabriele) e il proprio figlio Don Calogero Colonna Branciforte. “Con Deliberato Sovrano, dato a Napoli il 7 marzo 1744, fu dichiarato che nell’eredità suddetta dovea succedere D. Calogero Colonna Branciforte, non essendoci necessità di far succedere D. Giovanni Antonio Colonna Joppolo, Sacerdote […]”. Don Calogero era nato dal suddetto Don Giovanni Antonio Romano Colonna e da Donna Eleonora Branciforte di Butera. Don Giovanni Antonio rimasto vedovo di Donna Eleonora aveva abbracciato il sacerdozio. Don Calogero Colonna Branciforte sposò in prime nozze Donna Melchiorra Ventimiglia Spinola, in seconde Donna Giovanna Ayala.
4. D. Giovanni Antonio Colonna Ventimiglia successe al padre nei possedimenti ma non prese investitura. Sposò D.na Eleonora Requisenz e Branciforte
5. Calogero Colonna Requisenz successe al padre come primogenito, sposò Giovanna Filangieri di Mirto.
6. 6 Giovanni Colonna Filangieri, successe alla morte di Calogero, sposò Maria Felicia Alliata.
7. Calogero Gabriele Colonna De Gregorio successe al padre sposò Emmelina Sonnino.
8. Giovanni Antonio Colonna, “attuale Duca di Cesarò, iscritto come tale nell’elenco ufficiale definitivo delle famiglie nobili e titolate della Sicilia del 1902”.

## Cronotassi dei Feudatari

### Epoca feudale
1. Cristoforo Colonna Romano, I barone di Cesarò
2. Tommaso, figlio di Cristoforo
3. Cristoforo jr., figlio di Tommaso, inv. 14 luglio 1420
4. Giovanni Antonio, inv. 20 luglio 1453
5. Tommaso jr., inv. 20 ottobre 1455
6. Gio. Antonio jr., figlio di Tommaso jr.
7. Nicolò, figlio di Gio. Antonio jr., inv. 28 Marzo 1549
8. Mario, figlio di Nicolò, inv. 14 Aprile 1583
9. Antonino, fratello di Mario, inv. 4 Marzo 1605
10. Giuseppe, altro fratello di Mario, inv. 9 Ottobre 1610
11. Maria, moglie di Giuseppe, inv. nel 1622 come tutrice del figlio minorenne Tommaso.
12. Tommaso, figlio di Giuseppe, inv. 20 Aprile 1649

## Principali esponenti dei Colonna dei Duchi di Cesarò
- Giovanni Antonio Colonna Romano Filingeri, senatore del Regno e prefetto della città di Palermo
- Gabriele Colonna Romano di Cesarò, deputato del Regno
- Giovanni Antonio Colonna Romano di Cesarò, ministro del Regno
- Simonetta Colonna Romano, stilista